# Judith Herzberg
Judith Herzberg (nascuda el 4 de novembre de 1934 a Amsterdam) és una poeta i dramaturga dels Països Baixos que escriu en neerlandès. Escriu poemes, obres de teatre i guions de rodatge per a la televisió i el cinema. Descriu «coses ordinàries, que per les seves poesies esdevenen molt particulars». Entre molts altres premis, destaca el Premi de les Lletres neerlandeses que va rebre el 2018, el més prestigiós dels països de parla neerlandesa, considerat com el coronament d'una carrera literària.
| «                                            | (neerlandès) Als een omgerolde kever met alle pootjes in de lucht weet hij precies wat hij nu wil alleen dat lukt hem niet zo vlug. | (català) Com un escarabat capgirat amb les potes a l'aire totes ell també sap el que ara vol però no li reeix tan aviat. | » |
| — Judith Herzberg, 111 Hopla's 2014 (extret) | | |   |

Herzberg és la filla de l'escriptor i advocat Abel Herzberg, el mateix, fill de refugiats jues de Rússia. Durant la Segona Guerra Mundial, el 1943 tota la família va ser empresonada a Barneveld. Quan els alemanys van evacuar el campament per transportar tots els jueus al camp de concentració de Westerbork, va poder escapar amb els seus germà i germana. Van passar la resta de la guerra amagada. Els seus pares van ser transportats de Westerbork a Bergen-Belsen, camp del qual van ser lliberats el 10 d'abril de 1945. Aquesta temàtica va inspirar certes obres i també el seu compromís polític.
Va debutar el 1961 com a poeta al setmanari Vrij Nederland. Dos anys més tard, va publicar un primer recull de poemes, Zeepost. Més endavant va seguir, entre d'altres, Beemdgras, Vliegen, Strijklicht, Botshol i Dagrest. Entre 1989 i 2008, va escriure el guió per adaptar la seva trilogia d'obres de teatre Leedvermaak, Rijgdraad (la pel·lícula amb títol Qui vive) i Happy End al cinema. Totes tres pel·lícules van ser realitzades pel director d'escena Frans Weisz.

## Obres destacades[1]
Poesia
- Zeepost (post marítim, 1963)[2]
- Beemdgras (1968)[2]
- 111 Hopla's' (2014) poemes curtets, en un format «únicament emprat per Judit Herzberg»[4]

Teatre
- Cranky Box (1971)
- Leedvermaak (1982), premi Charlotte Köhler 1988[1]